# Scinax ictericus
Scinax ictericus es una especie de anfibios de la familia Hylidae.
Habita en Colombia, Perú y, posiblemente en Bolivia y Brasil.
Sus hábitats naturales incluyen bosques tropicales o subtropicales secos y a baja altitud y marismas intermitentes de agua dulce. Está amenazada de extinción por la destrucción de su hábitat natural.